# Lista odcinków serialu Pępek świata (2009)
Poniżej znajduje się lista odcinków serialu telewizyjnego Pępek świata (serial telewizyjny 2009) – emitowanego przez amerykańską stację telewizyjną ABC od 30 września 2009 roku do 22 maja 2018 roku. Powstało 9 serii, które łącznie składają się z 215 odcinków. W Polsce był emitowany od 6 września 2010 roku do 8 lipca 2018 roku przez HBO Comedy.

## Przegląd serii
| Sezon | Sezon | Odcinki | Premiera sezonu      | Finał sezonu | Premiera            | Finał                | Wydanie DVD         | Wydanie DVD      | Wydanie DVD         |
| Sezon | Sezon | Odcinki | Premiera sezonu      | Finał sezonu | Premiera            | Finał                | Region 1            | Region 2         | Region 4            |
| ----- | ----- | ------- | -------------------- | ------------ | ------------------- | -------------------- | ------------------- | ---------------- | ------------------- |
|       | 1     | 24      | 30 września 2009     | 19 maja 2010 | 6 września 2010     | 27 października 2010 | 31 sierpnia 2010    | 26 września 2011 | 13 stycznia 2011    |
|       | 2     | 24      | 22 września 2010     | 25 maja 2011 | 6 września 2011     | 31 października 2011 | 20 września 2011    | 5 listopada 2012 | 6 października 2011 |
|       | 3     | 24      | 21 września 2011     | 23 maja 2012 | 4 września 2012     | 25 października 2012 | 8 października 2013 | brak danych      | 28 maja 2014        |
|       | 4     | 24      | 26 września 2012     | 22 maja 2013 | 8 października 2013 | 28 listopada 2013    | 25 lutego 2014      | brak danych      | 28 maja 2014        |
|       | 5     | 24      | 25 września 2013     | 21 maja 2014 | 2 września 2014     | 24 października 2014 | 7 października 2014 | brak danych      | brak danych         |
|       | 6     | 24      | 24 września 2014     | 13 maja 2015 | 7 lipca 2015        | 27 sierpnia 2015     | brak danych         | brak danych      | brak danych         |
|       | 7     | 24      | 23 września 2015     | 18 maja 2016 | 11 czerwca 2016     | 17 lipca 2016        | brak danych         | brak danych      | brak danych         |
|       | 8     | 24      | 11 października 2016 | 16 maja 2017 | 8 kwietnia 2017     | 24 czerwca 2017      | 8 lipca 2018        | brak danych      | brak danych         |
|       | 9     | 24      | 3 października 2017  | 22 maja 2018 | 3 czerwca 2018      | brak danych          | brak danych         | brak danych      | brak danych         |

## Sezon 1 (2009-2010)
| №  | #  | Tytuł                    | Reżyseria           | Scenariusz                   | Premiera (ABC)       | Premiera (HBO Comedy) |
| -- | -- | ------------------------ | ------------------- | ---------------------------- | -------------------- | --------------------- |
| 1  | 1  | Pilot                    | Julie Anne Robinson | DeAnn Heline, Eileen Heisler | 30 września 2009     | 6 września 2010       |
| 2  | 2  | The Cheerleader          | Lee Shallat-Chemel  | DeAnn Heline, Eileen Heisler | 7 października 2009  | 7 września 2010       |
| 3  | 3  | The Floating Anniversary | Gail Mancuso        | Rob Ulin                     | 14 października 2009 | 8 września 2010       |
| 4  | 4  | The Trip                 | Lee Shallat-Chemel  | Jana Hunter, Mitch Hunter    | 21 października 2009 | 13 września 2010      |
| 5  | 5  | The Block Party          | Ken Whittingham     | Alex Reid                    | 28 października 2009 | 14 września 2010      |
| 6  | 6  | The Front Door           | Michael Spiller     | Russ Woody                   | 4 listopada 2009     | 15 września 2010      |
| 7  | 7  | The Scratch              | Wendey Stanzler     | DeAnn Heline, Eileen Heisler | 18 listopada 2009    | 20 września 2010      |
| 8  | 8  | Thanksgiving             | Michael Spiller     | Vijal Patel                  | 25 listopada 2009    | 21 września 2010      |
| 9  | 9  | Siblings                 | Barnet Kellman      | Rob Ulin                     | 2 grudnia 2009       | 22 września 2010      |
| 10 | 10 | Christmas                | Reginald Hudlin     | Roy Brown                    | 9 grudnia 2009       | 27 września 2010      |
| 11 | 11 | The Jeans                | Jamie Babbit        | Jana Hunter, Mitch Hunter    | 6 stycznia 2010      | 28 września 2010      |
| 12 | 12 | The Neighbor             | Lee Shallat-Chemel  | Jana Hunter, Mitch Hunter    | 6 stycznia 2010      | 29 września 2010      |
| 13 | 13 | The Interview            | Ken Whittingham     | Vijal Patel                  | 13 stycznia 2010     | 4 października 2010   |
| 14 | 14 | The Yelling              | Elliot Hegarty      | Rob Ulin                     | 3 lutego 2010        | 5 października 2010   |
| 15 | 15 | Valentine's Day          | Chris Koch          | Bruce Rasmussen              | 10 lutego 2010       | 6 października 2010   |
| 16 | 16 | The Bee                  | Ken Whittingham     | Eileen Heisler, DeAnn Heline | 3 marca 2010         | 11 października 2010  |
| 17 | 17 | The Break-Up             | Wendey Stanzler     | Vijal Patel                  | 10 marca 2010        | 12 października 2010  |
| 18 | 18 | The Fun House            | Chris Koch          | Roy Brown                    | 24 marca 2010        | 13 października 2010  |
| 19 | 19 | The Final Four           | Alex Reid           | Rob Ulin                     | 31 marca 2010        | 18 października 2010  |
| 20 | 20 | TV or Not TV             | Lee Shallat-Chemel  | Vijal Patel                  | 14 kwietnia 2010     | 19 października 2010  |
| 21 | 21 | Worry Duty               | Lee Shallat-Chemel  | Bruce Rasmussen              | 28 kwietnia 2010     | 20 października 2010  |
| 22 | 22 | Mother's Day             | Barnet Kellman      | Mitch Hunter, Jana Hunter    | 5 maja 2010          | 25 października 2010  |
| 23 | 23 | Signals                  | Jamie Babbit        | DeAnn Heline, Eileen Heisler | 12 maja 2010         | 26 października 2010  |
| 24 | 24 | Average Rules            | Wendey Stanzler     | DeAnn Heline, Eileen Heisler | 19 maja 2010         | 27 października 2010  |

## Sezon 2 (2010–2011)
| №  | #  | Tytuł                       | Reżyseria          | Scenariusz                   | Premiera (ABC)       | Premiera (HBO Comedy) |
| -- | -- | --------------------------- | ------------------ | ---------------------------- | -------------------- | --------------------- |
| 25 | 1  | Back to School              | Wendey Stanzler    | DeAnn Heline, Eileen Heisler | 22 września 2010     | 6 września 2011       |
| 26 | 2  | Homecoming                  | Ken Whittingham    | Rob Ulin                     | 29 września 2010     | 7 września 2011       |
| 27 | 3  | The Diaper Incident         | Wendey Stanzler    | Vijal Patel                  | 6 października 2010  | 12 września 2011      |
| 28 | 4  | The Quarry                  | Lee Shallat-Chemel | Alex Reid                    | 13 października 2010 | 13 września 2011      |
| 29 | 5  | Foreign Exchange            | Paul Lazarus       | Jana Hunter, Mitch Hunter    | 20 października 2010 | 14 września 2011      |
| 30 | 6  | Halloween                   | Jamie Babbit       | DeAnn Heline, Eileen Heisler | 27 października 2010 | 19 września 2011      |
| 31 | 7  | A Birthday Story            | Ken Whittingham    | Vijal Patel                  | 3 listopada 2010     | 20 września 2011      |
| 32 | 8  | Errand Boy                  | Lee Shallat-Chemel | Tim Hobert                   | 17 listopada 2010    | 21 września 2011      |
| 33 | 9  | Thanksgiving II             | Ken Whittingham    | Rob Ulin                     | 24 listopada 2010    | 26 września 2011      |
| 34 | 10 | A Simple Christmas          | Elliot Hegarty     | Mitch Hunter, Jana Hunter    | 8 grudnia 2010       | 27 września 2011      |
| 35 | 11 | Taking Back the House       | Barnet Kellman     | DeAnn Heline, Eileen Heisler | 5 stycznia 2011      | 28 września 2011      |
| 36 | 12 | The Big Chill               | Lee Shallat-Chemel | Rob Ulin                     | 12 stycznia 2011     | 3 października 2011   |
| 37 | 13 | Super Sunday                | Paul Lazarus       | Vijal Patel                  | 19 stycznia 2011     | 4 października 2011   |
| 38 | 14 | Valentine's Day II          | Lee Shallat-Chemel | Roy Brown                    | 9 lutego 2011        | 5 października 2011   |
| 39 | 15 | Friends, Lies and Videotape | Alex Reid          | Tim Hobert                   | 16 lutego 2011       | 10 października 2011  |
| 40 | 16 | Hecks on a Plane            | Elliot Hegarty     | Deann Heline, Eileen Heisler | 23 lutego 2011       | 11 października 2011  |
| 41 | 17 | The Math Class              | Alex Reid          | Jana Hunter, Mitch Hunter    | 2 marca 2011         | 12 października 2011  |
| 42 | 18 | Spring Cleaning             | Barnet Kellman     | Vijal Patel                  | 23 marca 2011        | 17 października 2011  |
| 43 | 19 | The Legacy                  | Adam Davidson      | Rob Ulin                     | 13 kwietnia 2011     | 18 października 2011  |
| 44 | 20 | Royal Wedding               | Ken Whittingham    | Vijal Patel                  | 20 kwietnia 2011     | 19 października 2011  |
| 45 | 21 | Mother's Day II             | Lee Shallat-Chemel | Tim Hobert                   | 4 maja 2011          | 24 października 2011  |
| 46 | 22 | The Prom                    | Ken Whittingham    | Michael Saltzman             | 11 maja 2011         | 25 października 2011  |
| 47 | 23 | The Bridge                  | Lee Shallat-Chemel | Roy Brown                    | 18 maja 2011         | 26 października 2011  |
| 48 | 24 | Back to Summer              | Ken Whittingham    | Deann Heline, Eileen Heisler | 25 maja 2011         | 31 października 2011  |

## Sezon 3 (2011-2012)
10 stycznia stacja ABC, złożyła zamówienie na trzecią serię.
| №  | #  | Tytuł                       | Reżyseria          | Scenariusz                           | Premiera (ABC)       | Premiera (HBO Comedy) |
| -- | -- | --------------------------- | ------------------ | ------------------------------------ | -------------------- | --------------------- |
| 49 | 1  | Forced Family Fun (część 1) | Lee Shallat Chemel | Vijal Patel                          | 21 września 2011     | 4 września 2012       |
| 50 | 2  | Forced Family Fun (część 2) | Ken Whittingham    | Vijal Patel                          | 21 września 2011     | 5 września 2012       |
| 51 | 3  | Hecking Order               | Elliot Hegarty     | Roy Brown                            | 28 września 2011     | 6 września 2012       |
| 52 | 4  | Major Changes               | Lee Shallat Chemel | Eileen Heisler, DeAnn Heline         | 5 października 2012  | 11 września 2012      |
| 53 | 5  | The Test                    | Lee Shallat Chemel | Tim Hobert                           | 12 października 2011 | 12 września 2012      |
| 54 | 6  | Bad Choices                 | Lee Shallat Chemel | Jana Hunter, Mitch Hunter            | 19 października 2011 | 13 września 2012      |
| 55 | 7  | Halloween II                | Elliot Hegarty     | David S. Rosenthal                   | 26 października 2011 | 18 września 2012      |
| 56 | 8  | Heck's Best Thing           | Lee Shallat Chemel | Vijal Patel                          | 2 listopada 2011     | 19 września 2012      |
| 57 | 9  | The Play                    | Eyal Gordin        | Roy Brown, Jana Hunter, Mitch Hunter | 16 listopada 2011    | 20 września 2012      |
| 58 | 10 | Thanksgiving III            | Elliot Hegarty     | Tim Hobert                           | 23 listopada 2011    | 25 września 2012      |
| 59 | 11 | A Christmas Gift            | Blake Evans        | Jana Hunter, Mitch Hunter            | 7 grudnia 2011       | 26 września 2012      |
| 60 | 12 | Year of the Hecks           | Elliot Hegarty     | David S. Rosenthal                   | 4 stycznia 2012      | 27 września 2012      |
| 61 | 13 | The Map                     | Lee Shallat Chemel | DeAnn Heline, Eileen Heisler         | 11 stycznia 2012     | 2 października 2012   |
| 62 | 14 | Hecking It Up               | Blake T. Evans     | Vijal Patel                          | 18 stycznia 2012     | 3 października 2012   |
| 63 | 15 | Valentine's Day III         | Lee Shallat Chemel | Jana Hunter & Mitch Hunter           | 8 lutego 2012        | 4 października 2012   |
| 64 | 16 | The Concert                 | Phil Traill        | Roy Brown                            | 15 lutego 2012       | 9 października 2012   |
| 65 | 17 | The Sit Down                | Lee Shallat Chemel | Tim Hobert                           | 22 lutego 2012       | 10 października 2012  |
| 66 | 18 | Leap Year                   | Alex Hardcastle    | David S. Rosenthal                   | 29 lutego 2012       | 11 października 2012  |
| 67 | 19 | The Paper Route             | Lee Shallat Chemel | Jack Burditt                         | 14 marca 2012        | 16 października 2012  |
| 68 | 20 | Get Your Business Done      | Blake T. Evans     | Vijal Patel                          | 11 kwietnia 2012     | 17 października 2012  |
| 69 | 21 | The Guidance Counselor      | Lee Shallat Chemel | Jana Hunter, Mitch Hunter            | 2 maja 2012          | 18 października 2012  |
| 70 | 22 | The Clover                  | Phil Traill        | Roy Brown                            | 9 maja 2012          | 23 października 2012  |
| 71 | 23 | The Telling                 | Lee Shallat Chemel | Tim Hobert                           | 16 maja 2012         | 24 października 2012  |
| 72 | 24 | The Wedding                 | Phil Traill        | Vijal Patel                          | 23 maja 2012         | 25 października 2012  |

## Sezon 4 (2012-2013)
| №  | #  | Tytuł                          | Reżyseria          | Scenariusz                   | Premiera (ABC)       | Premiera (HBO Comedy) |
| -- | -- | ------------------------------ | ------------------ | ---------------------------- | -------------------- | --------------------- |
| 73 | 1  | Last Whiff of Summer (część 1) | Lee Shallat Chemel | Eileen Heisler, DeAnn Heline | 26 września 2012     | 8 października 2013   |
| 74 | 2  | Last Whiff of Summer (część 2) | Lee Shallat Chemel | Eileen Heisler, DeAnn Heline | 26 września 2012     | 9 października 2013   |
| 75 | 3  | The Second Act                 | Blake T. Evans     | Tim Hobert                   | 3 października 2012  | 10 października 2013  |
| 76 | 4  | Bunny Therapy                  | Elliot Hegarty     | Jana Hunter, Mitch Hunter    | 10 października 2012 | 15 października 2013  |
| 77 | 5  | The Hose                       | Lee Shallat Chemel | Stacey Pulwer                | 17 października 2012 | 16 października 2013  |
| 78 | 6  | Halloween III: The Driving     | Phil Traill        | Roy Brown                    | 24 października 2012 | 17 października 2013  |
| 79 | 7  | The Safe                       | Lee Shallat Chemel | Robin Shorr                  | 7 listopada 2012     | 22 października 2013  |
| 80 | 8  | Thanksgiving IV                | Blake T. Evans     | Tim Hobert                   | 14 listopada 2012    | 23 października 2013  |
| 81 | 9  | Christmas Help                 | Phil Traill        | Jana Hunter, Mitch Hunter    | 5 grudnia 2012       | 24 października 2013  |
| 82 | 10 | Twenty Years                   | Phil Traill        | David S. Rosenthal           | 12 grudnia 2012      | 29 października 2013  |
| 83 | 11 | Life Skills                    | Lee Shallat Chemel | Roy Brown                    | 9 stycznia 2013      | 30 października 2013  |
| 84 | 12 | One Kid at Time                | Elliot Hegarty     | David S. Rosenthal           | 16 stycznia 2013     | 31 października 2013  |
| 85 | 13 | The Friend                     | Lee Shallat Chemel | Robin Shorr                  | 23 stycznia 2013     | 5 listopada 2013      |
| 86 | 14 | The Smile                      | Elliot Hegarty     | Tim Hobert                   | 6 lutego 2013        | 6 listopada 2013      |
| 87 | 15 | Valentine's Day IV             | Phil Traill        | Jana Hunter, Mitch Hunter    | 13 lutego 2013       | 7 listopada 2013      |
| 88 | 16 | Winners and Losers             | John Putch         | David S. Rosenthal           | 20 lutego 2013       | 12 listopada 2013     |
| 89 | 17 | Wheel of Pain                  | Lee Shallat Chemel | Michael Saltzman             | 27 lutego 2013       | 13 listopada 2013     |
| 90 | 18 | The Name                       | Alex Hardcastle    | Roy Brown                    | 27 marca 2013        | 14 listopada 2013     |
| 91 | 19 | The Bachelor                   | Lee Shallat Chemel | Tim Hobert                   | 3 kwietnia 2013      | 19 listopada 2013     |
| 92 | 20 | Dollar Days                    | Phil Traill        | Jana Hunter, Mitch Hunter    | 10 kwietnia 2013     | 20 listopada 2013     |
| 93 | 21 | From Orson with Love           | Lee Shallat Chemel | Robin Shorr                  | 1 maja 2013          | 21 listopada 2013     |
| 94 | 22 | Hallelujah Hoedown             | Blake T. Evans     | David S. Rosenthal           | 8 maja 2013          | 26 listopada 2013     |
| 95 | 23 | The Ditch                      | Lee Shallat Chemel | Roy Brown                    | 15 maja 2013         | 27 listopada 2013     |
| 96 | 24 | The Graduation                 | Eileen Heisler     | Tim Hobert                   | 22 maja 2013         | 28 listopada 2013     |

## Sezon 5 (2013-2014)
| №   | #  | Tytuł                         | Reżyseria           | Scenariusz                   | Premiera (ABC)       | Premiera (HBO Comedy) |
| --- | -- | ----------------------------- | ------------------- | ---------------------------- | -------------------- | --------------------- |
| 97  | 1  | The Drop Off                  | Lee Shallat Chemel  | DeAnn Heline, Eileen Heisler | 25 września 2013     | 2 września 2014       |
| 98  | 2  | Change in the Air             | Blake T. Evans      | Jana Hunter, Mitch Hunter    | 2 października 2013  | 3 września 2014       |
| 99  | 3  | The Potato                    | Lee Shallat Chemel  | Tim Hobert                   | 9 października 2013  | 4 września 2014       |
| 100 | 4  | The 100th                     | Blake T. Evans      | David S. Rosenthal           | 23 października 2013 | 9 września 2014       |
| 101 | 5  | Halloween IV: The Ghost Story | Lee Shallat Chemel  | Roy Brown                    | 30 października 2013 | 10 września 2014      |
| 102 | 6  | The Jump                      | Elliot Hegarty      | Robin Shorr                  | 13 listopada 2013    | 11 września 2014      |
| 103 | 7  | Thanksgiving V                | Lee Shallat Chemel  | David S. Rosenthal           | 20 listopada 2013    | 16 września 2014      |
| 104 | 8  | The Kiss                      | Elliot Hegarty      | Jana Hunter, Mitch Hunter    | 4 grudnia 2013       | 17 września 2014      |
| 105 | 9  | The Christmas Tree            | Lee Shallat Chemel  | Tim Hobert                   | 11 grudnia 2013      | 18 września 2014      |
| 106 | 10 | Sleepless in Orson            | Blake T. Evans      | Roy Brown                    | 8 stycznia 2014      | 23 września 2014      |
| 107 | 11 | War of the Hecks              | Lee Shallat Chemel  | Robin Shorr                  | 15 stycznia 2014     | 24 września 2014      |
| 108 | 12 | The Carpool                   | Julie Anne Robinson | Jana Hunter, Mitch Hunter    | 22 stycznia 2014     | 25 września 2014      |
| 109 | 13 | Hungry Games                  | Lee Shallat Chemel  | David S. Rosenthal           | 5 lutego 2014        | 30 września 2014      |
| 110 | 14 | The Award                     | Phil Traill         | Katy Ballard                 | 26 lutego 2014       | 1 października 2014   |
| 111 | 15 | Vacation Days                 | Phil Traill         | Tim Hobert                   | 5 marca 2014         | 2 października 2014   |
| 112 | 16 | Stormy Moon                   | John Putch          | Robin Shorr                  | 12 marca 2014        | 7 października 2014   |
| 113 | 17 | The Walk                      | Lee Shallat Chemel  | David S. Rosenthal           | 26 marca 2014        | 8 października 2014   |
| 114 | 18 | The Smell                     | Phil Traill         | Roy Brown                    | 2 kwietnia 2014      | 9 października 2014   |
| 115 | 19 | The Wind Chimes               | Lee Shallat Chemel  | Jana Hunter, Mitch Hunter    | 23 kwietnia 2014     | 14 października 2014  |
| 116 | 20 | The Optimist                  | Lee Shallat Chemel  | Tim Hobert                   | 30 kwietnia 2014     | 15 października 2014  |
| 117 | 21 | Office Hours                  | Lee Shallat Chemel  | Ben Adams                    | 7 maja 2014          | 16 października 2014  |
| 118 | 22 | Heck on a Hard Body           | Blake T. Evans      | Jana Hunter Mitch Hunter     | 14 maja 2014         | 21 października 2014  |
| 119 | 23 | Orlando                       | Eileen Heisler      | David S. Rosenthal           | 21 maja 2014         | 23 października 2014  |
| 120 | 24 | The Wonderful World of Hecks  | Lee Shallat Chemel  | Tom Hobert                   | 21 maja 2014         | 24 października 2014  |

## Sezon 6 (2014-2015)
8 maja 2014 roku, stacja ABC ogłosiła zamówienie 6 sezonu serialu Pępek świata
| №   | #  | Tytuł                     | Reżyseria          | Scenariusz                   | Premiera (ABC)       | Premiera (HBO Comedy) |
| --- | -- | ------------------------- | ------------------ | ---------------------------- | -------------------- | --------------------- |
| 121 | 1  | Unbraceable You           | Lee Shallat Chemel | Tim Hobert                   | 24 września 2014     | 7 lipca 2015          |
| 122 | 2  | The Loneliest Locker      | Blake T. Evans     | Jana Hunter & Mitch Hunter   | 1 października 2014  | 8 lipca 2015          |
| 123 | 3  | Major Anxiety             | Phil Traill        | Rich Dahm                    | 8 października 2014  | 9 lipca 2015          |
| 124 | 4  | The Table                 | Lee Shallat Chemel | Roy Brown                    | 22 października 2014 | 14 lipca 2015         |
| 125 | 5  | Halloween V               | Lee Shallat Chemel | Robin Shorr                  | 29 października 2014 | 15 lipca 2015         |
| 126 | 6  | The Sinkhole              | Melissa Kosar      | Katy Ballard                 | 12 listopada 2014    | 16 lipca 2015         |
| 127 | 7  | Thanksgiving VI           | Lee Shallat Chemel | Tim Hobert                   | 19 listopada 2014    | 21 lipca 2015         |
| 128 | 8  | The College Tour          | Blake T. Evans     | Rich Dahm                    | 3 grudnia 2014       | 22 lipca 2015         |
| 129 | 9  | The Christmas Wall        | Lee Shallat Chemel | Roy Brown                    | 10 grudnia 2014      | 23 lipca 2015         |
| 130 | 10 | Pam Freakin' Staggs       | Elliot Hegarty     | Jana Hunter, Mitch Hunter    | 7 stycznia 2015      | 28 lipca 2015         |
| 131 | 11 | A Quarry Story            | Clare Kilner       | Ilana Wernick                | 14 stycznia 2015     | 29 lipca 2015         |
| 132 | 12 | Hecks on a Train          | Lee Shallat Chemel | Tim Hobert                   | 4 lutego 2015        | 30 lipca 2015         |
| 133 | 13 | Valentine's Day VI        | Lee Shallat Chemel | Rich Dahm                    | 11 lutego 2015       | 4 sierpnia 2015       |
| 134 | 14 | The Answer                | Phil Traill        | Tim Hobert                   | 18 lutego 2015       | 5 sierpnia 2015       |
| 135 | 15 | Steaming Pile of Guilt    | Lee Shallat Chemel | Robin Shorr                  | 25 lutego 2015       | 6 sierpnia 2015       |
| 136 | 16 | Flirting with Disaster    | Phil Traill        | Roy Brown                    | 4 marca 2015         | 11 sierpnia 2015      |
| 137 | 17 | The Waiting Game          | Danny Salles       | Katy Ballard                 | 25 marca 2015        | 12 sierpnia 2015      |
| 138 | 18 | Operation Infiltration    | Melissa Kosar      | Ilana Wernick                | 1 kwietnia 2015      | 13 sierpnia 2015      |
| 139 | 19 | Siblings and Sombreros    | Melissa Kosar      | Jana Hunter, Mitch Hunter    | 8 kwietnia 2015      | 18 sierpnia 2015      |
| 140 | 20 | Food Courting             | Blake T. Evans     | Jana Hunter, Mitch Hunter    | 15 kwietnia 2015     | 19 sierpnia 2015      |
| 141 | 21 | Two of a Kind             | Danny Salles       | Tim Hobert                   | 22 kwietnia 2015     | 20 sierpnia 2015      |
| 142 | 22 | While You Were Sleeping   | Blake T. Evans     | Roy Brown                    | 29 kwietnia 2015     | 25 sierpnia 2015      |
| 143 | 23 | Mother's Day Reservations | Lee Shallat Chemel | Rich Dahm                    | 6 maja 2015          | 26 sierpnia 2015      |
| 144 | 24 | The Graduate              | Eileen Heisler     | Eileen Heisler, DeAnn Heline | 13 maja 2015         | 27 sierpnia 2015      |

## Sezon 7 (2015-2016)
7 maja 2015 roku, stacja ABC ogłosiła zamówienie 7 sezonu
| №   | #  | Tytuł                        | Reżyseria          | Scenariusz                   | Premiera (ABC)       | Premiera (HBO 3) |
| --- | -- | ---------------------------- | ------------------ | ---------------------------- | -------------------- | ---------------- |
| 145 | 1  | Not Your Brother’s Drop Off  | Lee Shallat Chemel | Tim Hobert                   | 23 września 2015     | 11 czerwca 2016  |
| 146 | 2  | Cutting the Cord             | Danny Salles       | Rich Dahm                    | 30 września 2015     | 11 czerwca 2016  |
| 147 | 3  | The Shirt                    | Lee Shallat Chemel | Jana Hunter, Mitch Hunter    | 7 października 2015  | 12 czerwca 2016  |
| 148 | 4  | Risky Business               | Phil Traill        | Ilana Wernick                | 14 października 2015 | 12 czerwca 2016  |
| 149 | 5  | Land of the Lost             | Lee Shallat Chemel | Roy Brown                    | 21 października 2015 | 18 czerwca 2016  |
| 150 | 6  | Halloween VI: Tic Toc Death  | Elliot Hegarty     | Tim Hobert                   | 28 października 2015 | 18 czerwca 2016  |
| 151 | 7  | Homecoming II: The Tailgate  | Lee Shallat Chemel | Ilana Wernick                | 11 listopada 2015    | 19 czerwca 2016  |
| 152 | 8  | Thanksgiving VII             | Elliot Hegarty     | Rich Dahm                    | 18 listopada 2015    | 19 czerwca 2016  |
| 153 | 9  | The Convention               | Lee Shallat Chemel | Jana Hunter, Mitch Hunter    | 2 grudnia 2015       | 25 czerwca 2016  |
| 154 | 10 | No Silent Night              | Melissa Kosar      | DeAnn Heline, Eileen Heisler | 9 grudnia 2015       | 25 czerwca 2016  |
| 155 | 11 | The Rush                     | Lee Shallat Chemel | Roy Brown                    | 6 stycznia 2016      | 26 czerwca 2016  |
| 156 | 12 | Birds of a Feather           | Victor Nelli       | Tim Hobert                   | 13 stycznia 2016     | 26 czerwca 2016  |
| 157 | 13 | Floating 50                  | Lee Shallat Chemel | Rich Dahm                    | 20 stycznia 2016     | 2 lipca 2016     |
| 158 | 14 | Film, Friends and Fruit Pies | Blake T. Evans     | Jana Hunter, Mitch Hunter    | 10 lutego 2016       | 2 lipca 2016     |
| 159 | 15 | Hecks at a Movie             | Lee Shallat Chemel | Ilana Wernick                | 17 lutego 2016       | 3 lipca 2016     |
| 160 | 16 | The Man Hunt                 | Danny Salles       | Roy Brown                    | 24 lutego 2016       | 3 lipca 2016     |
| 161 | 17 | The Wisdom Teeth             | Lee Shallat Chemel | Stacey Pulwer                | 16 marca 2016        | 9 lipca 2016     |
| 162 | 18 | A Very Donahue Vacation      | Jaffar Mahmood     | Rich Dahm                    | 23 marca 2016        | 9 lipca 2016     |
| 163 | 19 | Crushed                      | Lee Shallat Chemel | Tim Hobert                   | 6 kwietnia 2016      | 10 lipca 2016    |
| 164 | 20 | Survey Says...               | Lee Shallat Chemel | Ilana Wernick                | 13 kwietnia 2016     | 10 lipca 2016    |
| 165 | 21 | The Lanai                    | Blake T. Evans     | Jana Hunter, Mitch Hunter    | 27 kwietnia 2016     | 16 lipca 2016    |
| 166 | 22 | Not Mother's Day             | Lee Shallat Chemel | Rich Dahm                    | 4 maja 2016          | 16 lipca 2016    |
| 167 | 23 | Find My Hecks                | Phil Traill        | Roy Brown                    | 11 maja 2016         | 17 lipca 2016    |
| 168 | 24 | The Show Must Go On          | Lee Shallat Chemel | Tim Hobert                   | 18 maja 2016         | 17 lipca 2016    |

## Sezon 8 (2016-2017)
4 marca 2016 roku, stacja ABC ogłosiła zamówienie ósmego sezonu
| №   | #  | Tytuł                         | Reżyseria           | Scenariusz                | Premiera (ABC)       | Premiera (HBO Comedy) |
| --- | -- | ----------------------------- | ------------------- | ------------------------- | -------------------- | --------------------- |
| 169 | 1  | The Core Group                | Lee Shallat Chemel  | Ilana Wernick             | 11 października 2016 | 8 kwietnia 2017       |
| 170 | 2  | A Tough Pill to Swallow       | Phil Traill         | Rich Dahm                 | 18 października 2016 | 8 kwietnia 2017       |
| 171 | 3  | Halloween VIII: The Heckoning | Lee Shallat Chemel. | Tim Hobert                | 25 października 2016 | 15 kwietnia 2017      |
| 172 | 4  | True Grit                     | Victor Nelli        | Jana Hunter, Mitch Hunter | 1 listopada 2016     | 15 kwietnia 2017      |
| 173 | 5  | Roadkill                      | Lee Shallat Chemel  | Roy Brown                 | 15 listopada 2016    | 22 kwietnia 2017      |
| 174 | 6  | Thanksgiving VIII             | Elliot Hegarty      | Ilana Wernick             | 22 listopada 2016    | 22 kwietnia 2017      |
| 175 | 7  | Look Who's Not Talking        | Lee Shallat Chemel  | Tim Hobert                | 29 listopada 2016    | 29 kwietnia 2017      |
| 176 | 8  | Trip and Fall                 | Elliot Hegarty      | Rich Dahm                 | 6 grudnia 2016       | 29 kwietnia 2017      |
| 177 | 9  | A Very Marry Christmas        | Lee Shallat Chemel  | Jana Hunter, Mitch Hunter | 13 grudnia 2016      | 6 maja 2017           |
| 178 | 10 | Escape Orson                  | Jaffar Mahmood      | Roy Brown                 | 3 stycznia 2017      | 6 maja 2017           |
| 179 | 11 | Hoosier Maid                  | Elliot Hegarty      | Bruce Rasmussen           | 10 stycznia 2017     | 13 maja 2017          |
| 180 | 12 | Pitch Imperfect               | Melissa Kosar       | Rich Dahm                 | 17 stycznia 2017     | 13 maja 2017          |
| 181 | 13 | Ovary and Out                 | Elliot Hegarty      | Ilana Wernick             | 7 lutego 2017        | 20 maja 2017          |
| 182 | 14 | Sorry Not Sorry               | Phil Traill         | Tim Hobert                | 14 lutego 2017       | 20 maja 2017          |
| 183 | 15 | Dental Hijinks                | Lee Shallat Chemel  | Jana Hunter, Mitch Hunter | 21 lutego 2017       | 27 maja 2017          |
| 184 | 16 | Swing and a Miss              | Danny Salles        | Roy Brown                 | 7 marca 2017         | 27 maja 2017          |
| 185 | 17 | Exes and Ohhhs                | Lee Shallat Chemel  | Rich Daum                 | 14 marca 2017        | 3 czerwca 2017        |
| 186 | 18 | The Par-tay                   | Jaffar Mahmood      | Ilana Wernick             | 4 kwietnia 2017      | 3 czerwca 2017        |
| 187 | 19 | The Confirmation              | Tim Hobert          | Charlie McDermott         | 11 kwietnia 2017     | 10 czerwca 2017       |
| 188 | 20 | Adult Swim                    | Lee Shallat Chemel  | Jana Hunter, Mitch Hunter | 18 kwietnia 2017     | 10 czerwca 2017       |
| 189 | 21 | Clear and Present Danger      | Phil Traill         | Roy Brown                 | 2 maja 2017          | 17 czerwca 2017       |
| 190 | 22 | The Final Final               | Lee Shallat Chemel  | Rich Dahm                 | 9 maja 2017          | 17 czerwca 2017       |
| 191 | 23 | Fight or Flight               | Eileen Heisler      | Ilana Wernick             | 16 maja 2017         | 24 czerwca 2017       |

## Sezon 9 (2017-2018)
25 stycznia 2017 roku, stacja ABC ogłosiła zamówienie 9 sezonu
| №       | #     | Tytuł                                | Reżyseria          | Scenariusz                   | Premiera (ABC)       | Premiera (HBO Comedy) |
| ------- | ----- | ------------------------------------ | ------------------ | ---------------------------- | -------------------- | --------------------- |
| 192     | 1     | Vive La Hecks                        | Lee Shallat Chemel | Tim Hobert                   | 3 października 2017  | 3 czerwca 2018        |
| 193     | 2     | Please Don't Feed the Hecks          | Phil Traill        | Ilana Wernick                | 10 października 2017 | 3 czerwca 2018        |
| 194     | 3     | Meet the Parents                     | Lee Shallat Chemel | Jana Hunter,Mitch Hunter     | 17 października 2017 | 3 czerwca 2018        |
| 195     | 4     | Halloween VIII: Orson Murder Mystery | Phil Traill        | Rich Daum                    | 24 października 2017 | 3 czerwca 2018        |
| 196     | 5     | Role of a Lifetime                   | Lee Shallat Chemel | Roy Brown                    | 31 października 2017 | 10 czerwca 2018       |
| 197     | 6     | The Setup                            | Victor Nelli       | Tim Hobert                   | 7 listopada 2017     | 10 czerwca 2018       |
| 198     | 7     | Thanksgiving IX                      | Phil Traill        | Jana Hunter, Mitch Hunter    | 14 listopada 2017    | 10 czerwca 2018       |
| 199     | 8     | Eyes Wide Open                       | Jaffar Mahmood     | Rich Dahm                    | 21 listopada 2017    | 10 czerwca 2018       |
| 200     | 9     | The 200th                            | Lee Shallat Chemel | Roy Brown                    | 5 grudnia 2017       | 17 czerwca 2018       |
| 201     | 10    | The Christmas Miracle                | Lee Shallat Chemel | Ilana Wernick                | 12 grudnia 2017      | 17 czerwca 2018       |
| 202     | 11    | New Year's Revelations               | Lee Shallat Chemel | Tim Hobert                   | 2 stycznia 2018      | 17 czerwca 2018       |
| 203     | 12    | The Other Man                        | Victor Nelli       | Jana Hunter, Mitch Hunter    | 9 stycznia 2018      | 17 czerwca 2018       |
| 204     | 13    | Mommapalooza                         | Phil Traill        | Roy Brown                    | 16 stycznia 2018     | 24 czerwca 2018       |
| 205     | 14    | Guess Who's Coming to Frozen Dinner  | Lee Shallat-Chemel | Ilana Wernick                | 6 lutego 2018        | 24 czerwca 2018       |
| 206     | 15    | Toasted                              | Lee Shallat-Chemel | A.J. Blum                    | 27 lutego 2018       | 24 czerwca 2018       |
| 207     | 16    | The Crying Game                      | Phil Traill        | Rich Dahm                    | 13 marca 2018        | 24 czerwca 2018       |
| 208     | 17    | Heck vs. Glossners: The Final Battle | Elliot Hegarty     | Tim Hobert                   | 20 marca 2018        | 1 lipca 2018          |
| 209     | 18    | Thank You for Not Kissing            | Lee Shallat Chemel | Jana Hunter, Mitch Hunter    | 3 kwietnia 2018      | 1 lipca 2018          |
| 210     | 19    | Bat out of Heck                      | Danny Salles       | Ilana Wernick                | 10 kwietnia 2018     | 1 lipca 2018          |
| 211     | 20    | Great Heckspectations                | Lee Shallat-Chemel | Roy Brown                    | 1 maja 2018          | 1 lipca 2018          |
| 212     | 21    | The Royal Flush                      | Phil Traill        | Rich Dahm                    | 8 maja 2018          | 8 lipca 2018          |
| 213     | 22    | Split Decision                       | Danny Salles       | Tim Hobert                   | 15 maja 2018         | 8 lipca 2018          |
| 214,215 | 23,24 | A Heck of a Ride                     | Lee Shallat-Chemel | Eileen Heisler, DeAnn Heline | 22 maja 2018         | 8 lipca 2018          |